# Бод
Бод (англ. baud) в связи и электронике — единица измерения символьной скорости, то есть при манипуляции — единица измерения количества изменений одного или нескольких информационных параметров несущего сигнала в секунду. Введена Международным консультативным комитетом по телеграфии в ноябре 1926 года, названа в честь Эмиля Бодо, французского инженера и изобретателя в области телеграфии.
При двоичной манипуляции, например двоичной фазовой манипуляции (BPSK), бод эквивалентен биту в секунду (бит/c, bps), поскольку каждый символ в этом случае несёт 1 бит передаваемой информации. В случае многопозиционной манипуляции (например, разновидностей квадратурной амплитудной модуляции (QAM)) это не так. В частности, при использовании QAM-16 каждый символ несёт 4 бита информации, и символьной скорости 2400 бод соответствует скорость передачи данных 9600 бит/c.
С помощью приставок системы СИ можно образовывать производные бо́льшие единицы, например, килобод (кбод), равный 1000 бод.